# Eiras (Coimbra)
Pour les articles homonymes, voir Eiras.
Eiras est une ancienne paroisse civile portugaise (en portugais : freguesia) de la municipalité de Coimbra dans le district du même nom.
La loi no 11-A/2013 du 28 janvier 2013, portant réorganisation administrative du territoire des freguesias, fusionne Eiras avec la paroisse voisine de São Paulo de Frades pour former l’União das freguesias de Eiras e São Paulo de Frades (dont le siège est à Eiras).